# Ayo Edebiri
Ayo Edebiri, född den 3 oktober 1995 i Boston, Massachusetts, är en amerikansk skådespelare.
Edebiri har bland annat medverkat i TV-serierna Big Mouth från 2020–2022 och The Bear från 2022 och filmerna Bottoms och Teenage Mutant Ninja Turtles: Mutant Mayhem från 2023. 

## Filmografi (i urval)
- 2020–2022 – Big Mouth (TV-serie)
- 2022 – Hello, Goodbye, and Everything in Between
- 2022–2025 – The Bear (TV-serie)
- 2023 – Bottoms
- 2023 – Spider-Man: Across the Spider-Verse (röst)
- 2023 – Teenage Mutant Ninja Turtles: Mutant Mayhem (röst)
- 2024 – Insidan ut 2
- 2025 – Opus
- 2025 – After the Hunt
- 2025 – Ella McCay